# Григорьевское сельское поселение (Приморский край)
Григорьевское се́льское поселе́ние — сельское поселение в Михайловском районе Приморского края.
Административный центр — село Григорьевка.

## История
Статус и границы сельского поселения установлены Законом Приморского края от 6 августа 2004 года № 130-КЗ «О Михайловском муниципальном районе»

## Население
| 2010  | 2011  | 2012  | 2013  | 2014  | 2015  | 2016  |
| ----- | ----- | ----- | ----- | ----- | ----- | ----- |
| 1893  | ↘1890 | ↘1866 | ↘1819 | ↘1768 | ↘1714 | ↘1711 |
| 2017  | 2018  | 2019  | 2020  | 2021  |       |       |
| ↘1695 | ↘1651 | ↘1589 | ↘1568 | ↘1556 |       |       |

## Состав сельского поселения
В состав сельского поселения входят 4 населённых пункта:
| № | Населённый пункт | Тип населённого пункта       | Население |
| - | ---------------- | ---------------------------- | --------- |
| 1 | Абрамовка        | село                         | ↘818      |
| 2 | Григорьевка      | село, административный центр | ↘729      |
| 3 | Дубки            | село                         | ↘132      |
| 4 | Новожатково      | село                         | ↘214      |

## Местное самоуправление
Администрация
Адрес: 692643, с. Григорьевка, ул. Калинина, 34. Телефон: 8 (42346) 4-11-35
Глава администрации
- Дремин Александр Степанович